# カダレン
カダレン(Cadalene)は、C15H18の化学式を持つ多環芳香族炭化水素である。セスキテルペンに由来し、多くの維管束植物の精油に遍在的に含まれる。
カダレンは、レテン、シモネッリ石等とともに維管束植物の生体指標であり、堆積物の古生物学的分析に用いられる。
レテンとカダレンの比は、生態系におけるマツ属の割合を明らかにする。